# Улаклы (Донецкая область)
Улаклы́ (укр. Улакли) — село в Великоновосёлковском районе Донецкой области Украины.

## История
Село основано в 1779 году греками, выселенными из одноимённого села в Крыму.
21 февраля 2025 года в ходе боёв на новопавловском направлении село было занято Вооружёнными силами РФ.

## География
Население по данным всеукраинской переписи 2001 года составляло 867 человек.
Большая часть населения — греки.